# اشک بس است
«اشک بس است» (به انگلیسی: No More Tears (Enough Is Enough)) تک‌آهنگی از هنرمند اهل ایالات متحده آمریکا باربارا استرایسند، دانا سامر است که در سال ۱۹۷۹ میلادی منتشر شد.
این تک‌آهنگ در چارت‌های سوئد در رتبه اول و در چارت‌های بریتانیا، نیوزلند، نروژ جزو ده ترانه اول قرار گرفت.